# Великобуромська волость
Великобуромська волость — адміністративно-територіальна одиниця Золотоніського повіту Полтавської губернії з центром у містечку Велика Бурімка.
Станом на 1885 рік складалася з 5 поселень, 8 сільських громад. Населення — 7544 осіб (3615 чоловічої статі та 3929 — жіночої), 1366 дворових господарств.
|                     | Площа, десятин | У тому числі орної, дес. |
| ------------------- | -------------- | ------------------------ |
| Сільських громад    | 7639           | 5448                     |
| Приватної власності | 16969          | 4650                     |
| Казенної власності  | —              | —                        |
| Іншої власності     | 108            | 104                      |
| Загалом             | 24716          | 10202                    |

Поселення волості станом на 1885:
- Велика Бурімка — колишнє власницьке містечко при ставкові Бурімка за 50 верст від повітового міста, 2665 осіб, 542 двори, православна церква, школа, лікарня, 2 постоялих будинків, лавка, 28 вітряних млинів, 4 ярмарки на рік: Козмодемянський, 40 Мучеників, Святого Марка та Різдва Предтечі. За 4 версти — 4 винокурних заводи.
- Лящівка — колишнє державне та власницьке село при річці Бурімка, 2521 особа, 419 дворів, православна церква, 4 постоялих двори, 3 лавки.
- Мала Бурімка — колишнє власницьке село, 1200 осіб, 198 дворів, православна церква, 2 постоялих будинки, 19 вітряних млинів, сукновальня, 2 маслобійних заводи.

Старшинами волості були:
- 1900—1904 роках селянин Омелян Федосійович Клочко[2],[3];
- 1907 року селянин В. С. Марченко[4];
- 1913—1915 роках козак М. Х. Гузій[5],[6].